# عذاري (مسلسل)
عذاري، مسلسل البحرين عرض في شهر رمضان بعام 2005 العرض الأول 1 رمضان 1426هـ 
 4 أكتوبر 2005 م

## فريق الممثلين وشخصياتهم
| الممثل         |
| -------------- |
| زينب العسكري   |
| أحلام محمد     |
| قحطان القحطاني |
| أحمد السلمان   |
| محمد العجيمي   |
| شيماء سبت      |
| منى شداد       |
| خالد البريكي   |
| محمد ياسين     |
| أحمد عبد الله  |
| ابتسام العطاوي |
| مروة خليل      |
| مشعل الجاسر    |
| شمعة محمد      |